# Arcoppia curvirostrata
Arcoppia curvirostrata är en kvalsterart som beskrevs av Ohkubo och Aoki 1995. Arcoppia curvirostrata ingår i släktet Arcoppia och familjen Oppiidae. Inga underarter finns listade i Catalogue of Life.